# 克里斯蒂安尼亞群島

克里斯蒂安尼亞群島（英語：Christiania Islands），是南極洲的群島，屬於帕默群島的一部分，處於列日島和特里尼蒂島之間，由比利時探險隊繪入地圖，現時由南極條約體系管理。

## 島嶼
- 因特克倫斯島
- 加爾奇島
- 斯莫爾島